# Liste der Monuments historiques in Saint-Georges-sur-Loire
Die Liste der Monuments historiques in Saint-Georges-sur-Loire führt die Monuments historiques in der französischen Gemeinde Saint-Georges-sur-Loire auf.

## Liste der Bauwerke
| Bezeichnung                             | Beschreibung                       | Standort | Kennzeichnung | Schutzstatus   | Datum     | Bild           |
| --------------------------------------- | ---------------------------------- | -------- | ------------- | -------------- | --------- | -------------- |
| Château de Chevigné                     | Schloss, erbaut im 17. Jahrhundert | (Lage)   | PA00109269    | Inscrit        | 1963      |                |
| Schloss Serrant                         |                                    | (Lage)   | PA00109270    | Classé         | 1948      | weitere Bilder |
| Kirche St-Georges                       | Erbaut 1824, 1837                  | (Lage)   | PA00109436    | Inscrit        | 1991      | weitere Bilder |
| Kapelle der Domaine de la Bénaudière    | Erbaut im 16. Jahrhundert          | (Lage)   | PA49000006    | Inscrit        | 1996      |                |
| Ehemalige Abtei, heute Mairie (Rathaus) | Erbaut ab dem 12. Jahrhundert      | (Lage)   | PA00109268    | Inscrit/Classé | 1961/1973 | weitere Bilder |

## Liste der Objekte
- Monuments historiques (Objekte) in Saint-Georges-sur-Loire in der Base Palissy des französischen Kultusministeriums